# 河榮帝
河榮帝（：／ Ha Young-je，1954年2月25日—），大韓民國保守派政治人物，第21屆國會議員。